# Robbie Dunn
Robert „Robbie” Dunn (ur. 6 lipca 1960 w Paisley) – australijski piłkarz występujący na pozycji obrońcy. Trener piłkarski.

## Kariera klubowa
Dunn karierę rozpoczynał w 1979 roku w drużynie Rockingham City. Następnie występował w North Perth Croatia oraz Eastern Districts Azzurri. W 1982 roku został graczem zespołu West Adelaide z National Soccer League. Spędził tam dwa sezony, a potem występował w innym klubie NSL – Prestonie Makedonia. W 1986 roku wrócił do West Adelaide i w tym samym roku dotarł z nim do finału NSL Cup, przegranego z Sydney City Hakoah. W latach 1987–1988 Dunn był zawodnikiem Melbourne Croatia, również występującego w NSL.
Następnie Dunn grał w Perth Italia. W 1991 roku przeszedł do South China AA z Hongkongu i w sezonie 1991/1992 zdobył z nim mistrzostwo tego kraju. W 1992 roku odszedł do malezyjskiego Selangoru, gdzie grał w sezonie 1992. Potem wrócił do Australii, gdzie występował w North Perth Croatia, Cockburn United oraz Melville Corinthian, a w 1996 roku zakończył karierę.

## Kariera reprezentacyjna
W reprezentacji Australii Dunn zadebiutował 21 września 1985 w zremisowanym 0:0 meczu eliminacji Mistrzostw Świata 1986 z Nową Zelandią. 23 października 1985 w wygranym 7:0 pojedynku tych samych eliminacji z Chińskim Tajpej strzelił swojego pierwszego gola w kadrze.
W 1988 roku był członkiem reprezentacji na letnich igrzyskach olimpijskich, zakończonych przez Australię na ćwierćfinale.
W latach 1985–1988 w drużynie narodowej rozegrał 23 spotkania i zdobył 2 bramki.